# Heinrich Soussmann

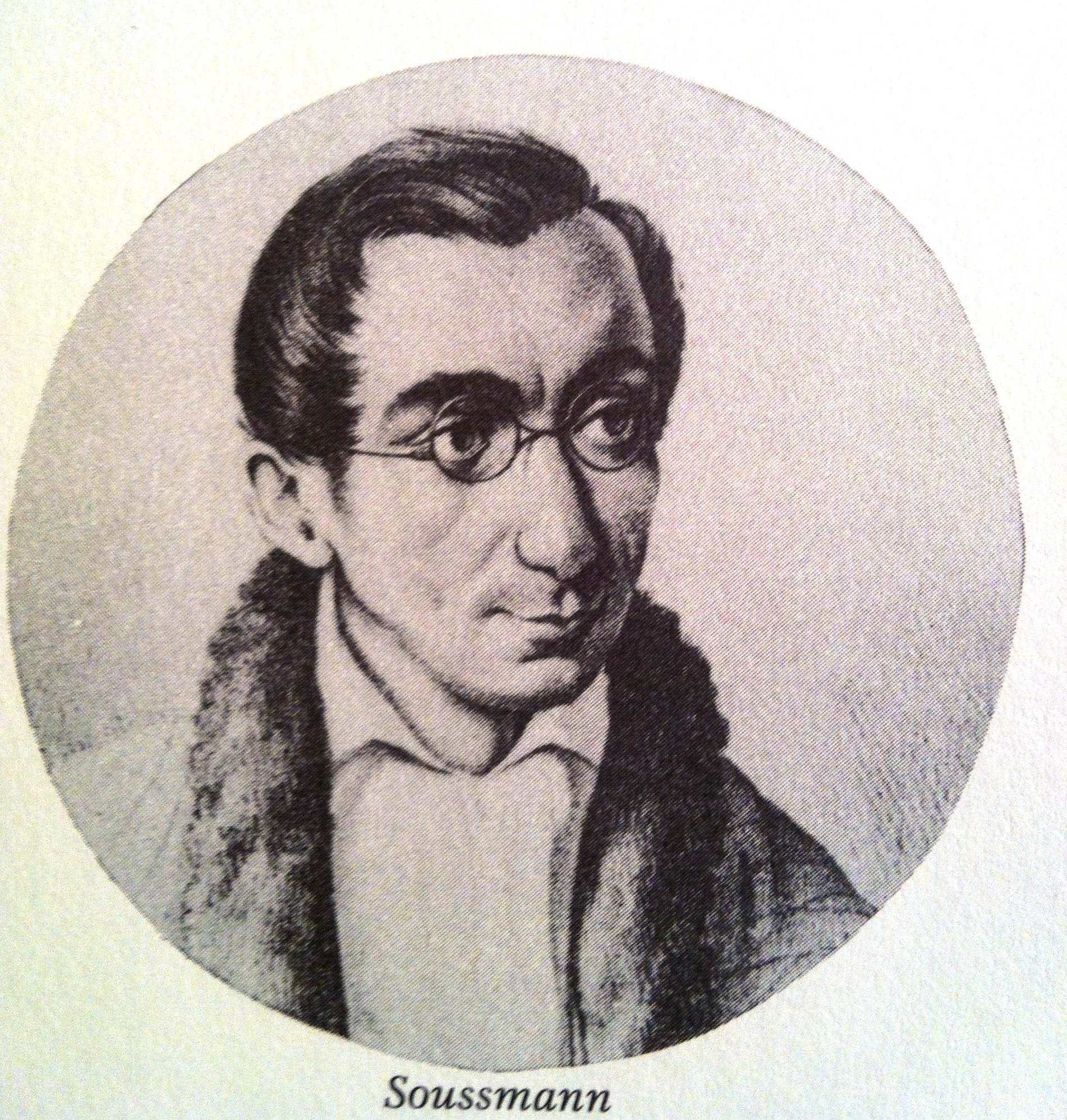
Heinrich Soussmann.

Heinrich Soussmann (eller Sussmann), född den 23 januari 1796 i Berlin, död i maj 1848 i Sankt Petersburg, var en tysk flöjtvirtuos.
Soussmann deltog i fälttåget 1813–1815 först som reichschisk jägare, därefter som oboist vid regementet Colberg. Han sårades vid Waterloo. Soussmann anställdes 1821 som förste flöjtist vid kejserliga hovoperaorkestern i Sankt Petersburg. Han besökte Tyskland 1837 och gav där konserter med största bifall. Soussmann komponerade och utgav flöjtduetter, kvartetter, konserter, en serenad för flöjt och gitarr med mera.